# Gabriela Schimmer-Göresz

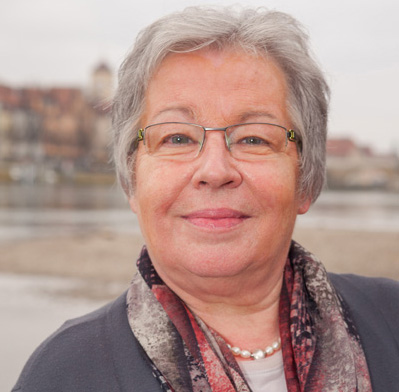
Gabriela Schimmer-Göresz (2017)

Gabriela Johanna Schimmer-Göresz (geborene Schweidler; * 16. Juli 1952 in Memmingen) ist eine deutsche Politikerin. Sie war von November 2014 bis zum Jahreswechsel 2017/2018 die Bundesvorsitzende der ÖDP und damit zweite Frau in diesem Amt seit der Gründung im Jahr 1982.

## Leben
Gabriela Schimmer-Göresz wuchs im oberschwäbischen Holzgünz auf, wo sie die Grundschule besuchte. Im Anschluss daran ging sie ein Jahr auf die Elsbethenschule, eine Hauptschule in Memmingen, danach auf die Staatliche Handels- und Wirtschaftsschule Memmingen. Diese schloss sie 1968 mit der Mittleren Reife ab.
Schimmer-Göresz erlernte den Beruf einer Rechtsanwaltsfachangestellten und übte diesen bis zur Geburt ihrer ersten Tochter im Jahr 1977 aus. 1973 heiratete sie und brachte 1979 ihre zweite Tochter zur Welt. Als Mutter engagierte sie sich im vorpolitischen Raum im Elternbeirat von Kindergarten und Grundschule und im Frauenkreis ihrer Heimatpfarrei Mariä Himmelfahrt in Memmingen.
2003 heiratete Gabriela Schimmer Franz Göresz und führt seither den Namen Schimmer-Göresz. Sie zog 2004 nach Weiler, einen Ortsteil von Osterberg. Ihren Beruf übt sie in Teilzeit in einer Memminger Anwaltskanzlei aus.

## Politischer Werdegang
Am 26. April 1986, dem Tag der Nuklearkatastrophe von Tschernobyl, wurde Schimmer-Göresz in München durch ein Flugblatt auf die ÖDP aufmerksam. Einen Monat später trat sie in die Partei ein. Dem ersten Vorstand des 1986 neu gegründeten Kreisverbandes Memmingen gehörte sie als Schriftführerin an. 1989 übernahm sie den Vorsitz des Kreisverbandes. Sie war von 1996 bis 2005 Stadträtin in Memmingen; nach ihrem Wegzug in den Landkreis Neu-Ulm musste sie das Mandat abgeben.
Seit 2007 ist sie Vorsitzende des Kreisverbandes Neu-Ulm, der im September 2014 um den Landkreis Günzburg vergrößert wurde. Bei mehreren Landtagswahlen in Bayern, zuletzt 2008 und 2013, kandidierte sie im Stimmkreis Memmingen und bei der Bundestagswahl 2013 im Bundestagswahlkreis Neu-Ulm als Direktkandidatin der ÖDP. Schimmer-Göresz war ab Februar 1987 Vorstandsmitglied des ÖDP-Bezirksverbandes Schwaben, zunächst als Schriftführerin und zeitweise auch als Vorsitzende. Dieses Amt gab sie am 13. Dezember 2014 ab.
Von 1993 bis 1999 war sie stellvertretende Landesvorsitzende in Bayern. Ihre Erfahrungen aus der Zeit des Volksbegehrens „Schlanker Staat ohne Senat“ schrieb Schimmer-Göresz in einem Beitrag für das Buch 25 Jahre ÖDP nieder. Seit 2013 gehört sie wieder dem Landesvorstand Bayern als Beisitzerin an. Dieses Amt wird sie aufgrund ihrer Tätigkeit als Bundesvorsitzende im Juni 2015 abgeben.
Schimmer-Göresz war von 2002 bis Frühjahr 2014 Vorsitzende einer Bürgerinitiative, die sich zunächst Aktionskreis Stopp dem Fluglärm, kein Flugplatz Memmingerberg e. V. nannte. Seit einigen Jahren kämpft er mit geändertem Namen Bürger gegen Fluglärm e. V. gegen den Flughafen Memmingen in Memmingerberg. Seit Mitte 2014 ist sie stellvertretende Sprecherin des Bündnisses „STOPP TTIP Memmingen-Unterallgäu“ und engagiert sich im Widerstand gegen die Freihandelsabkommen CETA, TTIP und TiSA.
Auf dem Bundesparteitag der ÖDP in Erlangen am 15. November 2014 wurde sie in einer Kampfabstimmung gegen den bisherigen Amtsinhaber Sebastian Frankenberger zur neuen Bundesvorsitzenden der ÖDP gewählt. Zum Jahreswechsel 2017/2018 trat Schimmer-Göresz aus gesundheitlichen Gründen von ihrem Amt zurück. Ihr Nachfolger als ÖDP-Parteivorsitzender wurde Christoph Raabs.